# Saint Vincent og Grenadinernes flag
Saint Vincent og Grenadinernes flag blev taget i brug 21. oktober 1985.
De tre grønne diamanter i midten af flaget danner bogstavet V for Vincent.

## Historiske flag
- koloni flag (1877 til 1907)
- koloni flag (1907 til 1979)
- 1979 til 1985
- Marts til Oktober 1985

| Flag | Spire Denne artikel om flag eller vexillologi er en spire som bør udbygges. Du er velkommen til at hjælpe Wikipedia ved at udvide den. |